# Герб Царичанки
Герб Царича́нки — офіційний геральдичний символ смт Царичанка, затверджений рішенням Царичанської селищної ради N°332-16/XXіV 31 березня 2004 року.
Автори А. М. Білоконь, Ю. М. Кисличний та Г. і. Коваленко.
Художники і. Ю. Красюк, Р. М. Коваленко.

## Опис
Щит зламано перетятий, на лінії перетину золота ламана балка з вузькою чорною смужкою посередині. У верхньому синьому полі перехрещені золотий скіпетр і срібний меч, у нижньому червоному (малиновому) срібний півмісяць ріжками вниз, пробитий срібним мечем вістрям вниз.

## Значення
Герб відтворює проєкт герба Алексополя (колишня назва Царичанки), створений у 1796 році за наказом катеринославського намісника П. Зубова. Лінії поділу щита придана форма в плані земляного редуту Української укріпленої лінії 1730-1760-х років, до якої входила Царичанка.

## Джерело
- Геральдика Дніпропетровщини. Офіційні символи територіальних та муніципальних утворень: [Історичні нариси]. — Д.: Арт-Прес, 2012. с. 164 (опис) — 165(значення) − 192с. іSBN 978-966-348-279-8